# Arroyo de la Línea
Der Arroyo de la Línea ist ein Fluss im Gebiet Rincón de Artigas, das sowohl von Uruguay als auch von Brasilien beansprucht wird.
Der im Gebiet des Zusammentreffens der Cuchilla de Haedo, der Cuchilla de Belén und der Cuchilla Negra im Grenzgebiet der uruguayischen Departamentos Artigas, Salto und Rivera westlich von Masoller entspringende Fluss fließt von dort nach Norden. Er bildet sodann gemeinsam mit dem Arroyo Caraguatás ab der Verschmelzung beider Flüsse den Arroyo Maneco.